# はやみ竜次
はやみ 竜次（はやみ りゅうじ , 1944年5月10日‐ ）は、日本の俳優。
演じる役柄はほとんど悪役である。1977年頃より芸名を桐原信介に改名した。

## 出演作品

### テレビドラマ
- 非情のライセンス第1シリーズ　（NET・東映）
  - 第22話「兇悪の芽」（1973年）
  - 第45話「兇悪のスキャンダル」（1974年）
- キカイダー01　第19話「キングインデアン必殺の呪文!!」（1973年、NET・東映） - キングインデアン
- 右門捕物帖 第9話「朱彫りの招き」（1974年、NET・東映）
- 秘密戦隊ゴレンジャー 第1話「真赤な太陽！無敵ゴレンジャー」（1975年、NET・東映） - 海城分隊長
- 仮面ライダーストロンガー 第12話「決闘！ストロンガーの墓場!?」（1975年、毎日放送・東映） - 大和田一郎
- 特別機動捜査隊 第721話「続・刑事はつらいよ」（1975年、NET・東映） - 宇佐美
- 燃える捜査網 第4話「お前はお前 俺は俺」（1975年、NET・東映）
- Gメン75 第25話「助教授と女子大生殺人事件」（1975年、TBS・東映）
- 大非常線 第5話「脱獄の唄」（1976年、NET・東映）
- 快傑ズバット　第1〜26・28・30・31話（1977年、東京12チャンネル（現：テレビ東京）・東映）‐ 首領L

### 映画
- 学生やくざ（1974年、東映）
- 安藤組外伝 人斬り舎弟（1974年 東映)
- ウルフ・ガイ〜燃えろ狼男（1975年、東映） ‐ 福中純一